# Herceg Novi
Herceg Novi (cyr. Херцег Нови, wł. Castelnuovo) – miasto portowe w Czarnogórze, siedziba gminy Herceg Novi. Leży w pobliżu granicy z Chorwacją. W 2011 roku liczyło 11 059 mieszkańców.
Miasto leży u stóp góry Orjen osłaniającej je od północy. Od południa zaś zlokalizowane jest na wprost wejścia do Zatoki Kotorskiej, w odległości 7 km od otwartego morza
Herceg Novi, obok Budvy i Kotoru, jest najczęściej odwiedzanym przez turystów kurortem Czarnogóry. Nazywane jest „miastem kwiatów”, gdyż w porównaniu z innymi czarnogórskimi miastami wybrzeża, ma ona najbardziej śródziemnomorski charakter, m.in. z cyprysami, palmami i drzewami cytrusowymi oraz architekturą zarówno romańską, bizantyńską, barokową, jak i orientalną. Przez długi czas żył tu i tworzył serbski noblista Ivo Andrić.

## Historia

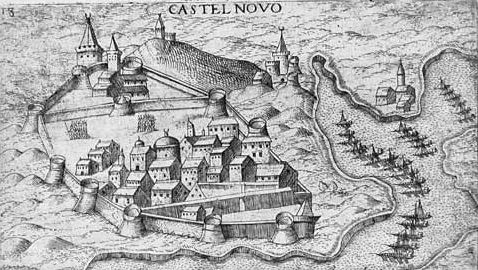
Widok miasta na rycinie z XVI w.

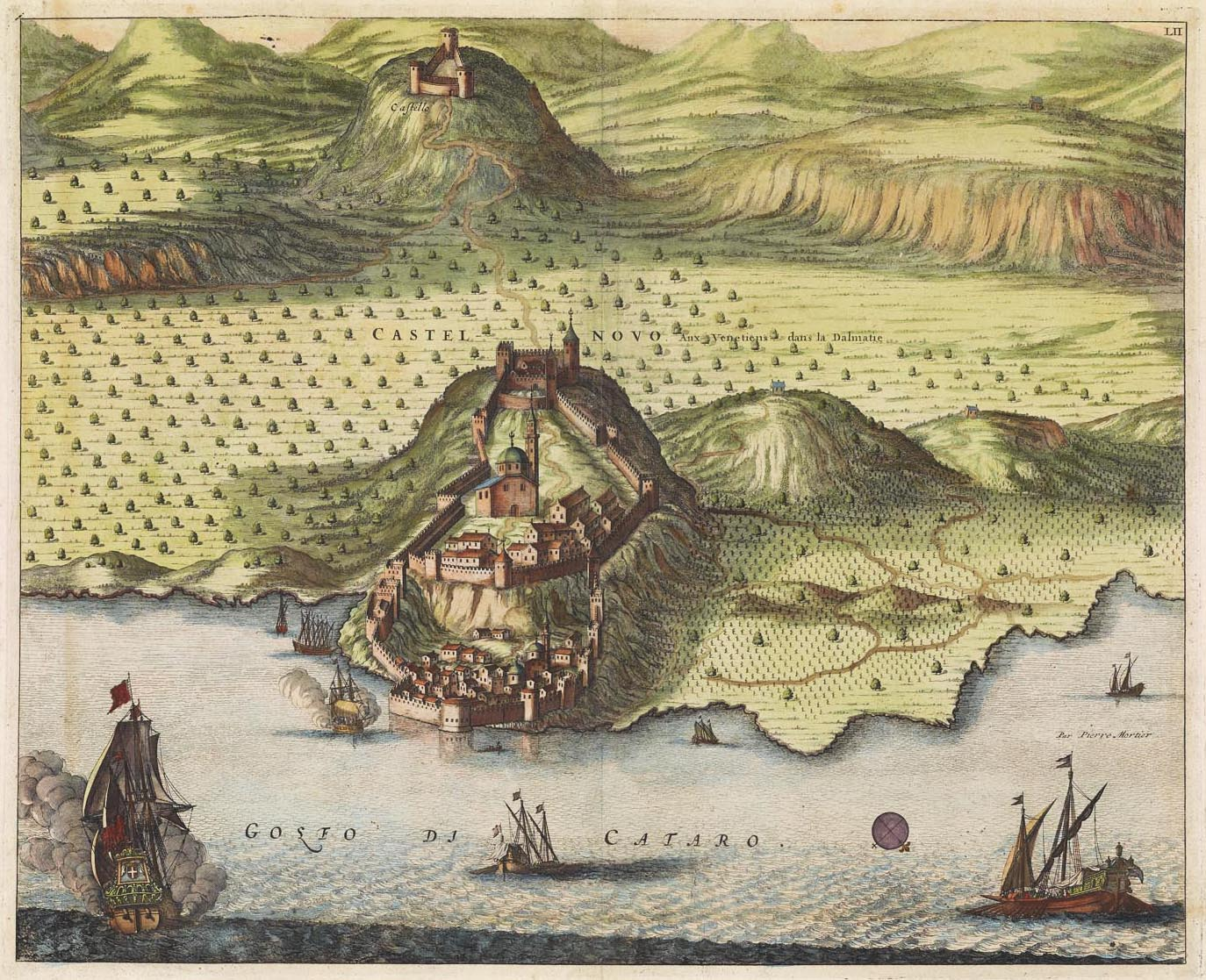
Widok miasta w początkach XVIII w.

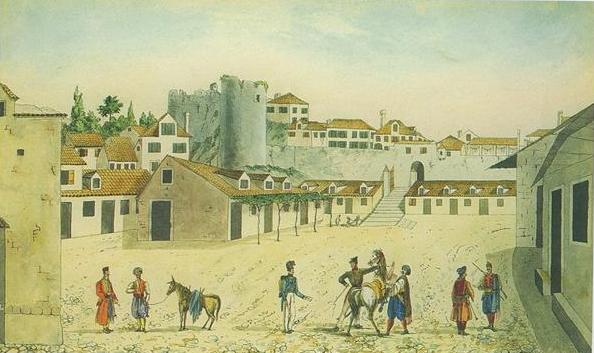
Herceg Novi w 1837 r.

Początki miasta sięgają roku 1382, kiedy to pierwszy bośniacki król Tvrtko I Kotromanić założył twierdzę z osadą pod nazwą Sveti Stefan, ale zwyczajowo mówiono o niej Novi lub Novi Grad, ze względu na to, że była najmłodsza na wybrzeżu adriatyckim. W XV wieku następca Tvrtka I, a zarazem jego siostrzeniec Stjepan Vukčić Kosača, znany jako herceg Stjepan, przekształcił osadę w miasto, rozbudował port oraz nadał mu współczesną nazwę. W wyniku ekspansji Imperium Osmańskiego na Bałkanach, w latach 1482–1687 miasto było w rękach Turków. Stało się wówczas przystanią dla korsarzy, handlowano w nim także niewolnikami. Z krótką przerwą w latach 1538–1539 władzę w Hercegu Novim sprawowali Hiszpanie, którzy przez 10 miesięcy swoich rządów zdążyli wybudować potężne umocnienia powyżej miasta (zwane dzisiaj Twierdzą Španjola). W lipcu 1539 roku Hiszpanie broniący miasta, pod dowództwem Francisco de Sarmiento, ulegli naporowi armii osmańskiej pod dowództwem Hajraddina Barbarossy, podczas tzw. bitwy pod Castelnuovo, będącej kulminacyjną bitwą w wojnie o panowanie na Adriatyku pomiędzy Świętą Ligą a Imperium Osmańskim. Mimo straty prawie połowy sił (20 tys. z 50 tys. żołnierzy), Turcy przejęli ponownie miasto, zabijając niemal wszystkich obrońców (3500–4000). W 1687 r. Herceg Novi zajęła Republika Wenecka, włączając miasto do tzw. Albanii Weneckiej, i zmieniając jego nazwę na Castelnuovo. Po upadku Republiki Weneckiej i pokoju w Campo Formio w 1797 r., Herceg Novi (wraz z całym regionem) stało się częścią Monarchii Habsburgów. W ciągu następnych kilkunastu lat epoki napoleońskiej, miasto zajmowały różne wojska, wpierw francuskie, później rosyjskie, potem ponownie francuskie. Po Kongresie wiedeńskim w 1815 r., Herceg Novi (wraz z całym regionem) stało się częścią Królestwa Dalmacji, będącego krajem koronnym Cesarstwa Austrii. W trakcie I wojny światowej Królestwo Czarnogóry próbowało przejąć miasto, bombardując je z pasma górskiego Lovćen. 7 listopada 1918 do miasta weszła armia serbska, włączając je do nowo powstałego Państwa Słoweńców, Chorwatów i Serbów, przekształconego miesiąc później w Królestwo Serbów, Chorwatów i Słoweńców, a od 1929 pod nazwą Królestwo Jugosławii. Podczas włoskiej okupacji w latach 1941–1943, miasto było częścią Prowincji Kotorskiej (Provincia di Cattaro), jednej z trzech prowincji w Gubernatorstwie Dalmacji. 10 września 1943 miasto zostało odbite z rąk włoskich i przejęte przez partyzantów jugosłowiańskich. Po zakończeniu II wojny światowej, Herceg Novi weszło w skład Socjalistycznej Republiki Czarnogóry, będącej częścią składową tzw. drugiej Jugosławii. W latach 1992–2003 wchodzi w skład Federalnej Republiki Jugosławii, a później w latach 2003–2006 Serbii i Czarnogóry.
Miejscowość jest obecnie zamieszkana w znacznej większości przez Serbów, którzy podczas referendum niepodległościowego w 2006 głosowali przeciwko rozerwaniu związku z Serbią – padło tutaj 60% głosów na „nie”.

## Zabytki

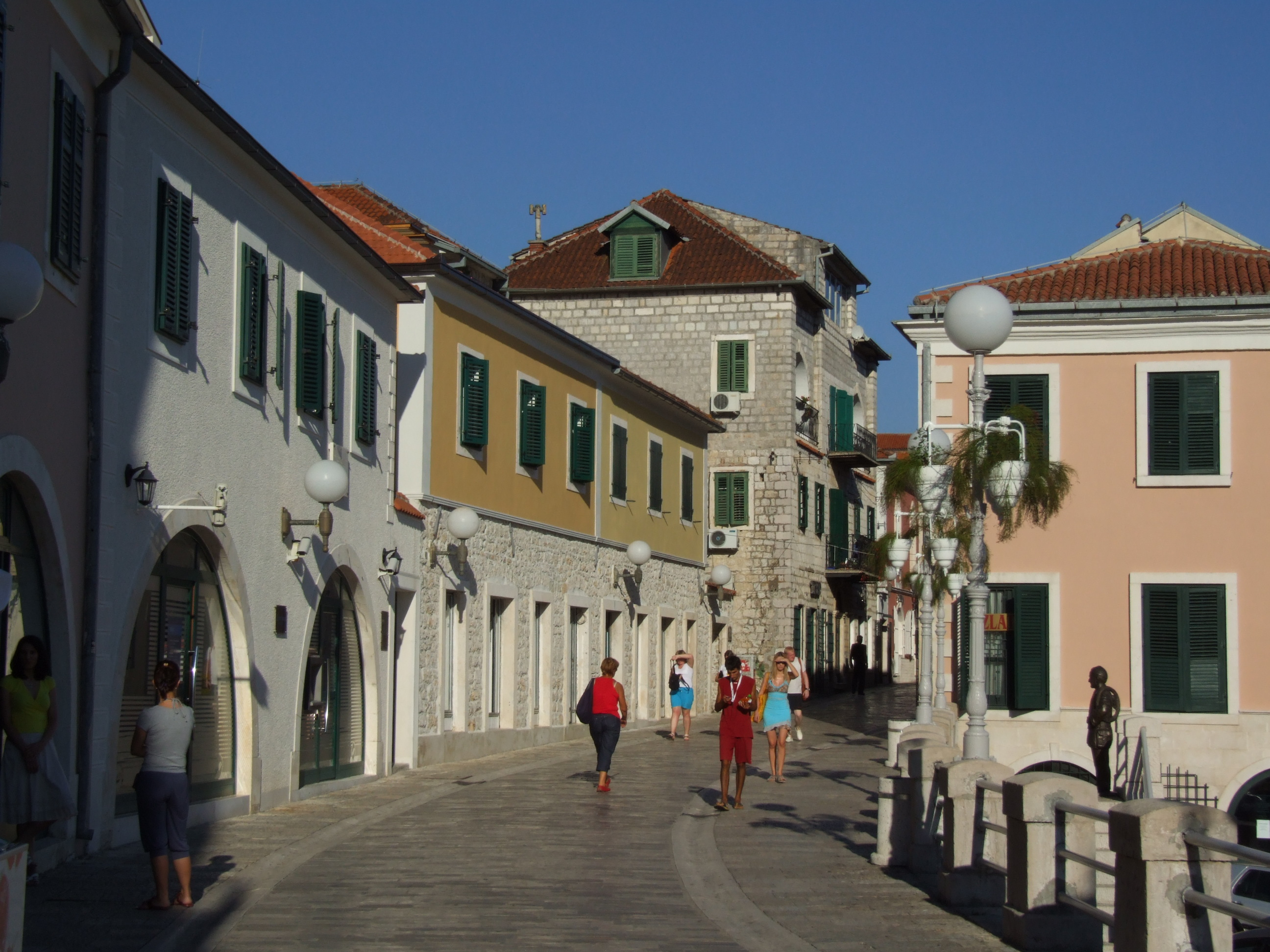
Uliczka na starówce

Większość zabytków skupiona jest w Starym Mieście, otoczonym częściowo murami oraz tureckimi twierdzami – są to od północy masywna Kanli kula, a od południa mniejsza Forte Mare oraz cytadela (obecnie pozostały po niej ruiny), bezpośrednio nad samym morzem.
- twierdza Kanli kula (Forte di terra) – wzniesiona przez Turków w drugiej fazie ich panowania w mieście (1539–1687). W języku tureckim Kanli kula oznacza „Krwawą wieżę”, gdyż przez długie lata znajdowało się w niej więzienie. Wybudowana na twardej wapiennej skale, leżącej na wysokości 85 m n.p.m. Jest zbudowana głównie z grubo ciosanego kamienia pochodzenia lokalnego, łączonego wapienną zaprawą. Podstawa twierdzy ma kształt nieregularnego prostokąta o przybliżonej wielkości 70 × 60 m. Pierwotnie twierdza miała tylko jedno wejście, po stronie południowej, ale po zburzeniu północnego muru przez Wenecjan dodano tam drugą bramę, używaną do dziś[5]. Twierdza mocno ucierpiała podczas trzęsienia ziemi w 1979 r. Obecnie w twierdzy znajduje się teatr letni (pod gołym niebem), gdzie odbywają się różnego rodzaju przedstawienia i koncerty, w tym najważniejszy Festiwal Filmu (Filmski Festival) odbywający się co roku na początku sierpnia.
- Trg Herceg Stjepana, plac miejski, nazywany też Belavista (czyli „piękny widok”), ze względu na widok jaki się stąd roztacza na Bokę Kotorską. Jest jednym z trzech placów Starego Miasta.
- cerkiew św. Michała Archanioła z lat 1900–1910, znajdująca się na placu Belavista. Jest to budowla na rzucie krzyża, wzniesiona w stylu eklektycznym, serbsko-bizantyjskim. Charakterystycznym elementem fasady jest bogato zdobiony portal z dwiema kolumnami oraz położoną nad nim rozetą. Z czterech stron świątyni wznoszą się wieżyczki przypominające architekturą minarety. We wnętrzu znajduje się marmurowy ikonostas z XX-wiecznymi ikonami.
- wieża zegarowa (sat kula, Tora) z 1667 – zamykająca plac Belavista od zachodu i prowadząca schodami Króla Tvrtko do głównego placu miasta (Trg Nikole Djurkovicia)
- Trg Mićo Pavlovića, plac miejski, leżący na południe od poprzednich placów. Na nim znajdują się kościół oraz dzwonnica św. Hieronima i kościół św. Leopolda
- katolicki kościół św. Hieronima, powstały w 1856 w miejscu zniszczonego meczetu. W jego wnętrzu znajdują się obrazy Tripo Kokolja (malarza tworzącego w okresie baroku, ur. w Peraście w 1661, zm. na wyspie Korčula), z najbardziej znanym „Matka Boska ze świętym Hieronimem”.
- stojąca obok kościoła dzwonnica św. Hieronima – w 1914 r. wojska austro-węgierskie ściągnęły z niej dzwon i przetopiły go na pociski. Po wojnie ufundowano nowy dzwon służący do dziś.
- katolicki kościół św. Leopolda Mandicia – zbudowany w 2 poł. XVII wieku wpierw pod wezwaniem św. Franciszka, później poświęcony kanonizowanemu w 1983 r. przez Jana Pawła II św. Leopoldowi Mandiciovi, który pochodził z Herceg Novi.
- twierdza Jaka kula (Forte Mare) – położona na południu, nad samym morzem, mająca dwie bramy: dolną i górną. Powstała za czasów króla Tvrtka I (2 poł. XIV w.), ale swój obecny wygląd uzyskała dzięki Turkom po gruntownej rekonstrukcji z czasów osmańskich.
- cytadela – leżąca nad samym morzem, zbudowana przez Wenecjan w XVIII w., legła w gruzach podczas trzęsienia ziemi w 1979 r. Dziś pozostały po niej jedynie resztki

Inne zabytkowe obiekty:
- twierdza Španjola, znajdująca się na wzgórzu ponad miastem. Kwadratowa konstrukcja z czterema basztami jest dziełem Hiszpanów z 1538. Jednak swój obecny kształt twierdza zawdzięcza Turkom, którzy po przejęciu miasta zburzyli hiszpańską cytadelę i wznieśli twierdzę. Od strony południowej, w celu lepszej obrony, dobudowany został dodatkowy pas fortyfikacji. Forteca była wykorzystywana do początku XX wieku. Podczas II wojny światowej służyła zaś jako więzienie.
- świątynie w dzielnicy Topla – Cerkiew Zbawiciela z XVIII wieku, Cerkiew św. Jerzego z XVII wieku oraz kościół św. Antoniego. Ten ostatni, wraz ze znajdującym się przy nim klasztorem franciszkańskim zbudowano w 1687 r. Tu zakon franciszkański otworzył pierwszą szkołę z wykładowym językiem włoskim.
- zespół monastyru Savina, we wschodniej części miasta. Jego początki sięgają XI wieku, a składają się na niego dwie cerkwie pod wezwaniem Zaśnięcia Bogurodzicy (wielka oraz mała) oraz niewielka cerkiew św. Sawy na pobliskim wzgórzu.

## Galeria

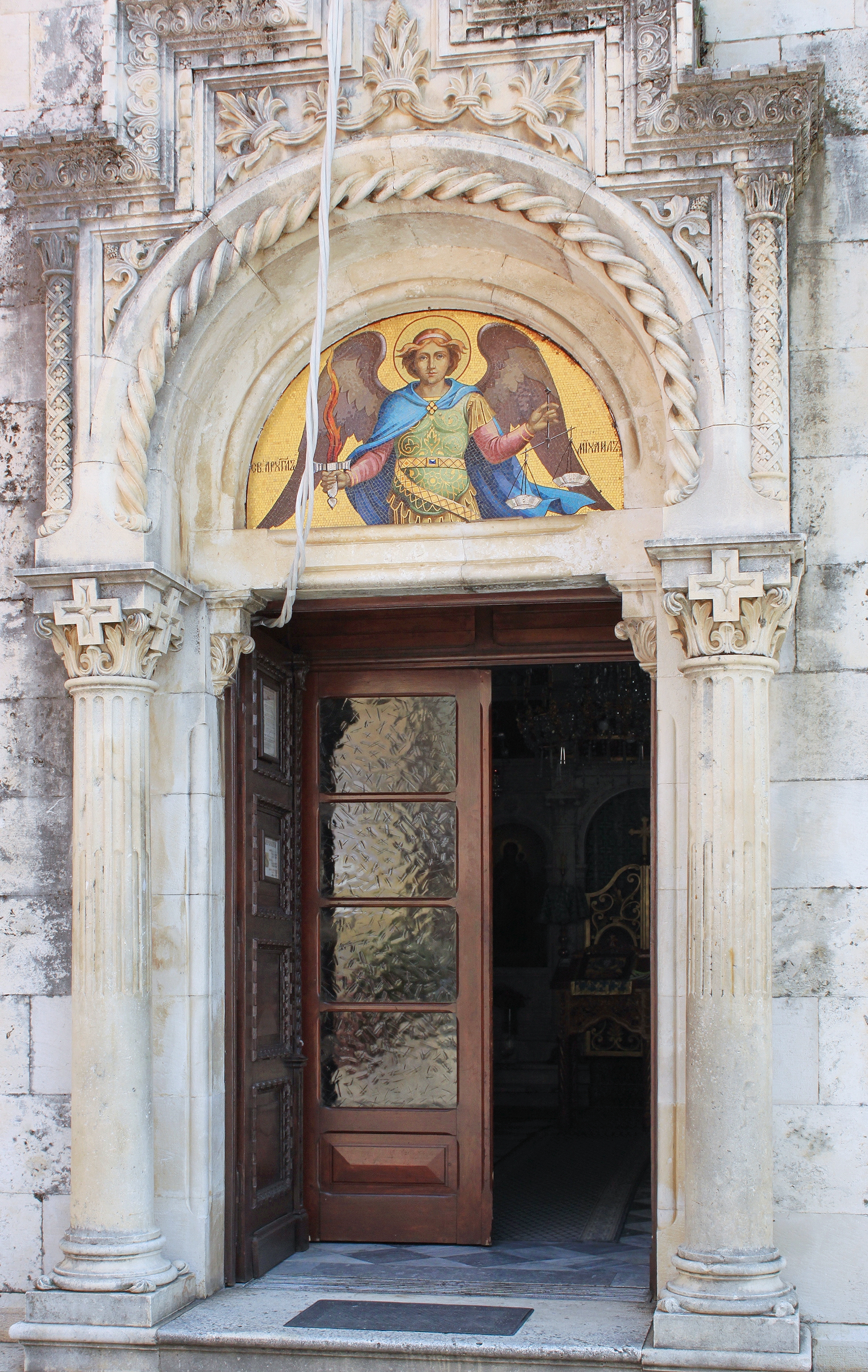
Cerkiew św. Michała Archanioła (portal)
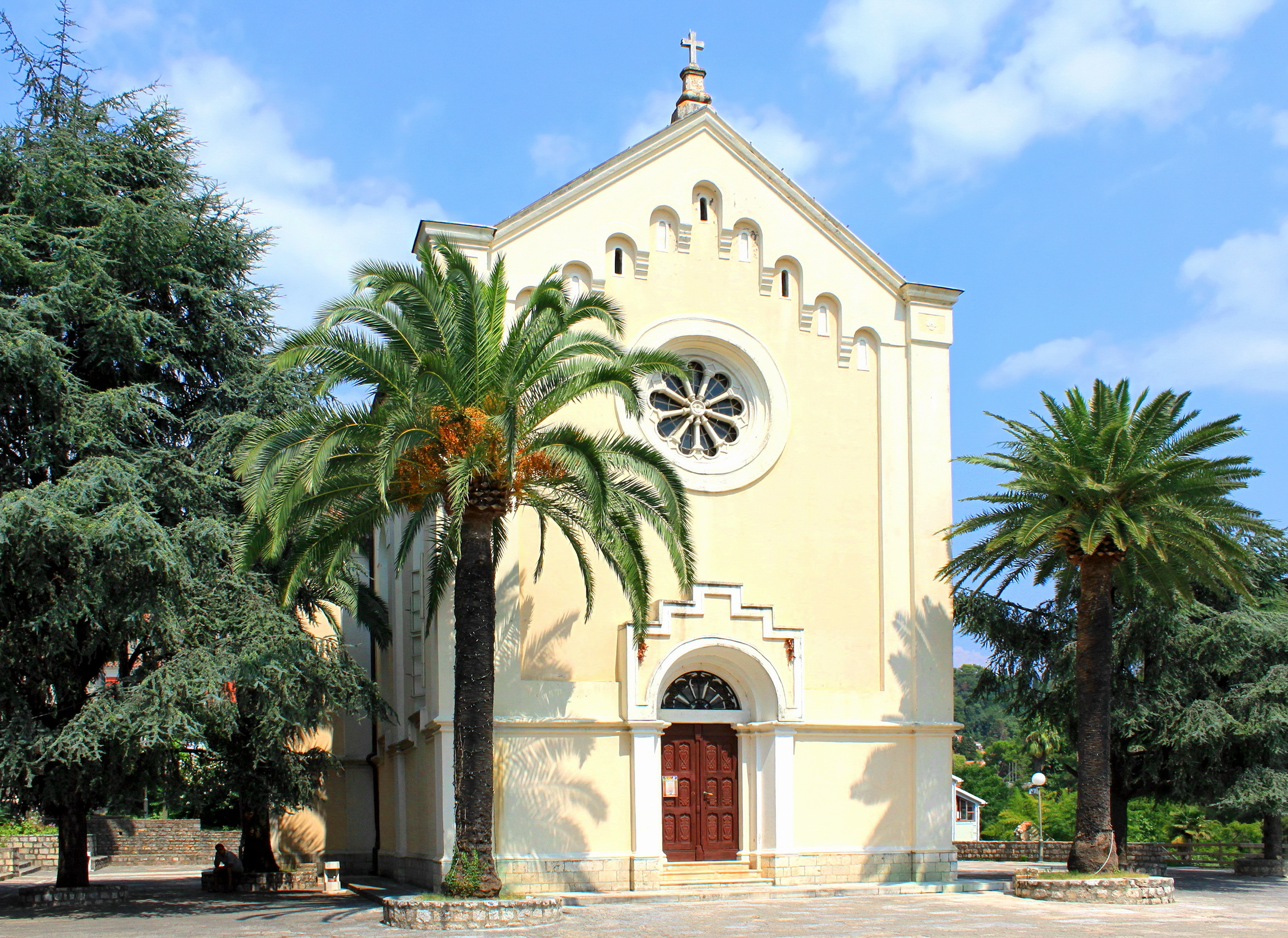
Kościół świętego Hieronima
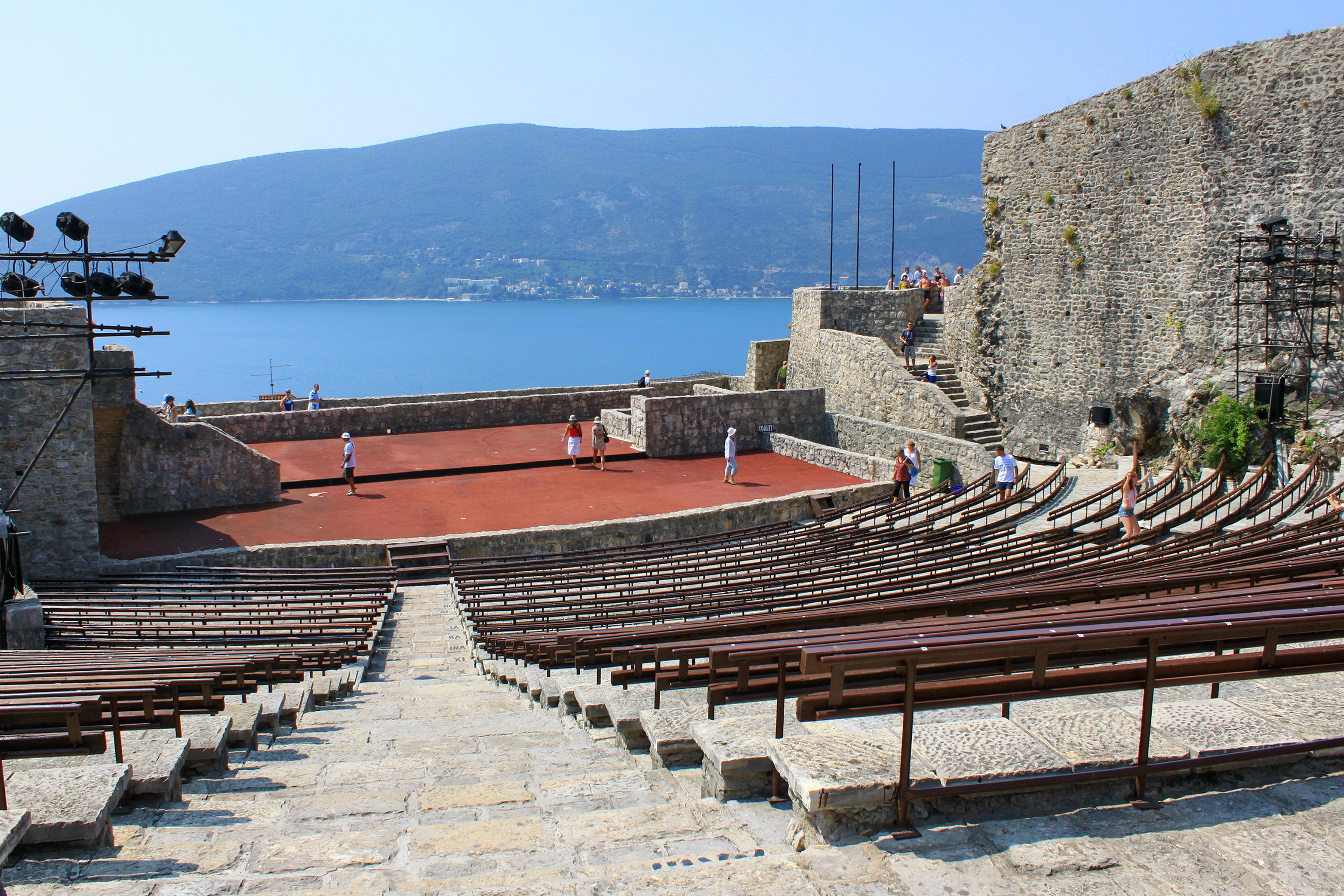
Twierdza Kanli Kula
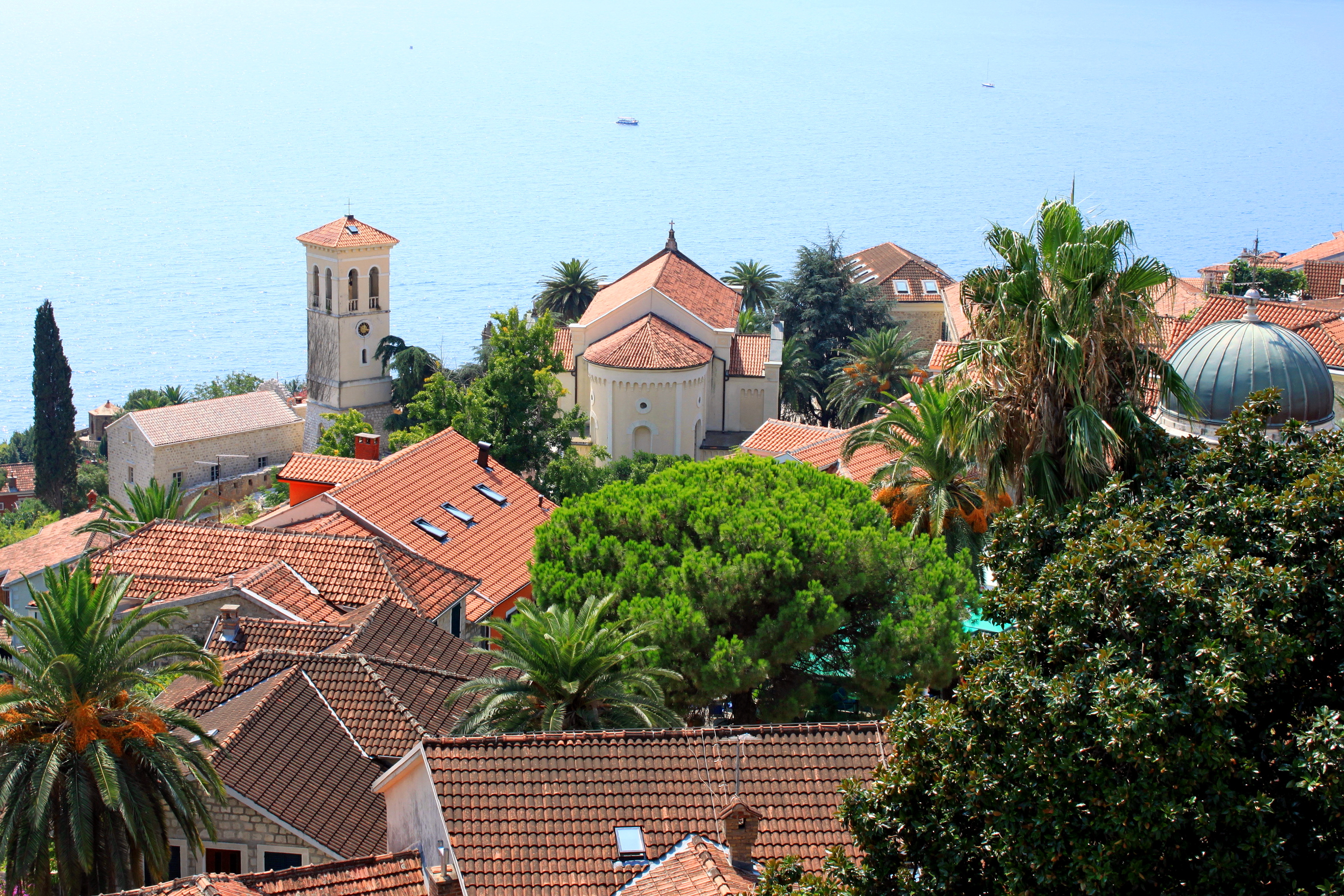
Widoki z twierdzy Kanli Kula na miasto
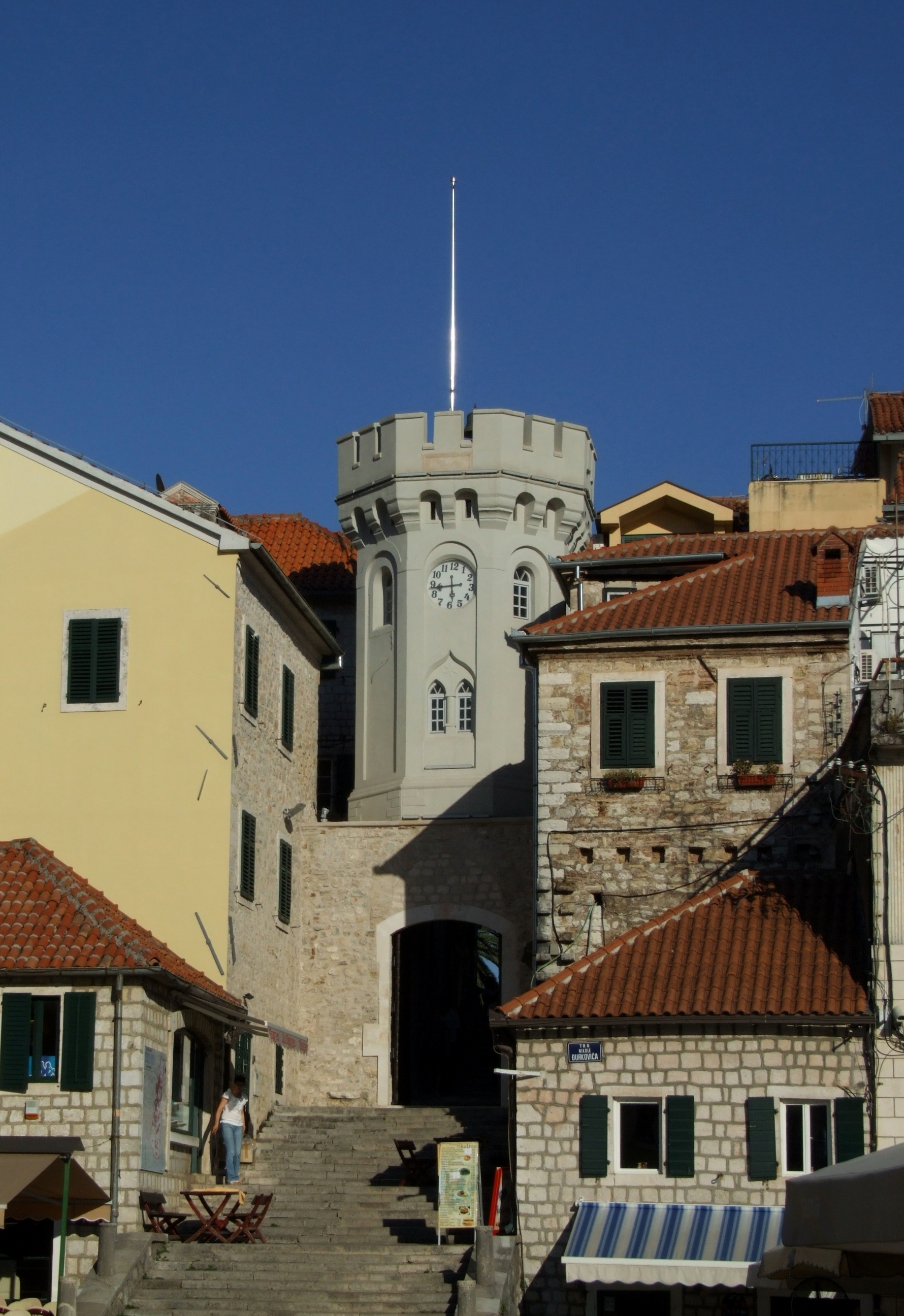
Wieża zegarowa
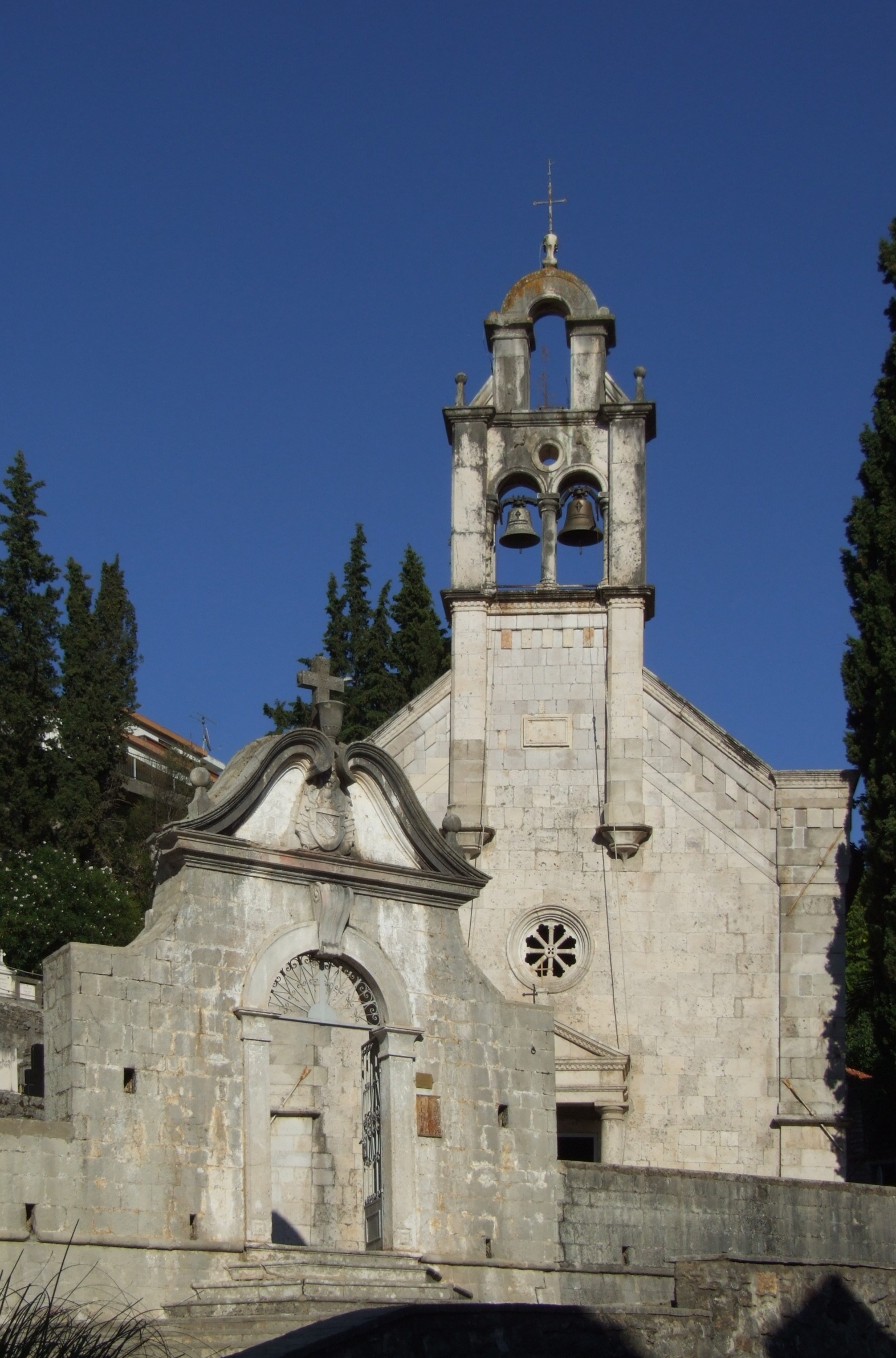
Cerkiew Zbawiciela
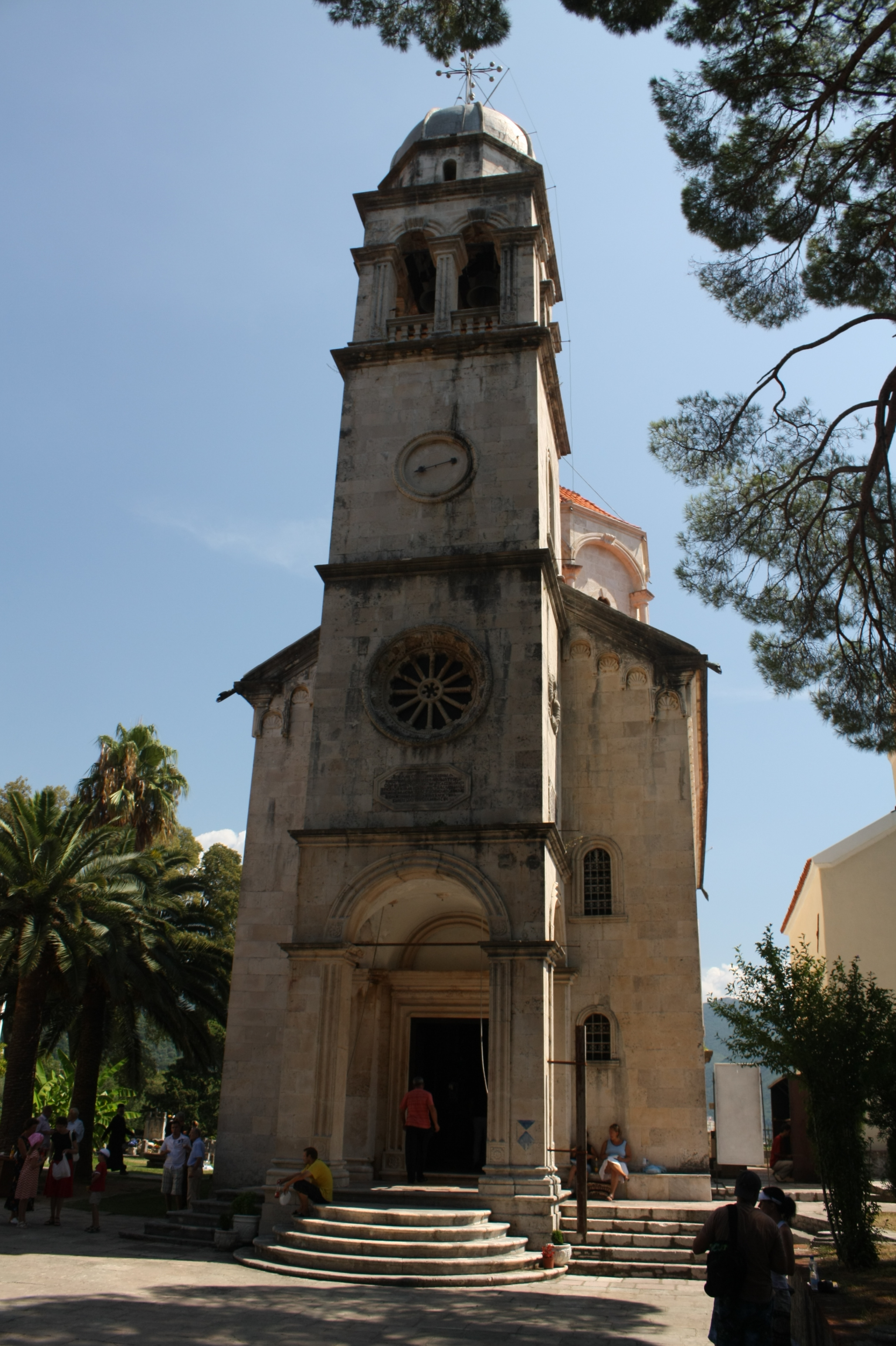
Monastyr Savina – Wielka Cerkiew Zaśnięcia Bogurodzicy

## Miasta partnerskie
- Guglionesi, Włochy
- Smederevo, Serbia
- Zemun, Serbia
- Levanger, Norwegia
- Kranj, Słowenia
- Bitola, Macedonia Północna